# Liste der Naturdenkmale in Neresheim
| Naturdenkmale | Anzahl |
| ------------- | ------ |
| FND           | 32     |
| END           | 15     |
| Gesamt        | 47     |

Die Liste der Naturdenkmale in Neresheim nennt die verordneten Naturdenkmale (ND) der im baden-württembergischen Ostalbkreis liegenden Stadt Neresheim. In Neresheim gibt es insgesamt 47 als Naturdenkmal geschützte Objekte, davon 32 flächenhafte Naturdenkmale (FND) und 15 Einzelgebilde-Naturdenkmale (END).
Stand: 1. November 2016.

## Flächenhafte Naturdenkmale (FND)
| Name                                               | Bild | Kennung     | Einzelheiten | Position | Fläche Hektar | Datum |
| -------------------------------------------------- | ---- | ----------- | ------------ | -------- | ------------- | ----- |
| Anlagen um Maria Buch                              |      | 81360450016 | Neresheim    | ⊙        | 1,0           |       |
| Baumgruppe nördl. Kösingen                         | BW   | 81360450010 | Neresheim    | ⊙        | 0,1           |       |
| Baum-u.Strauchbest.am südwestl.Trauf d.Waldt.„Loh“ |      | 81360450046 | Neresheim    | ⊙        | 0,5           |       |
| Böhmerwald                                         | BW   | 81360450017 | Neresheim    | ⊙        | 2,1           |       |
| Brünsthülbe                                        | BW   | 81360450037 | Neresheim    | ⊙        | 0,0           |       |
| Dossinger Wette mit Umgebung                       |      | 81360450047 | Neresheim    | ⊙        | 0,7           |       |
| Drei-Buchen-Hülbe                                  |      | 81360450038 | Neresheim    | ⊙        | 0,0           |       |
| Egauquelle                                         |      | 81360450012 | Neresheim    | ⊙        | 0,6           |       |
| Ehem. Steinbruch westl. der Römerstraße            | BW   | 81360450043 | Neresheim    | ⊙        | 0,8           |       |
| Erzbuck                                            | BW   | 81360450009 | Neresheim    | ⊙        | 2,2           |       |
| Erzgrube mit Tümpel im Dickenbauernfeld            |      | 81360450002 | Neresheim    | ⊙        | 0,3           |       |
| Feldgehölz beim Schafhaus Neresheim                | BW   | 81360450031 | Neresheim    | ⊙        | 0,2           |       |
| Felsen u.Steppenheideflora gegenüber d.Steinmühle  | BW   | 81360450039 | Neresheim    | ⊙        | 2,6           |       |
| Feuchtgebiet südwestlich Härtsfeldhausen           | BW   | 81360450029 | Neresheim    | ⊙        | 0,2           |       |
| Frohnholzschacht im Barrein                        | BW   | 81360450003 | Neresheim    | ⊙        | 0,1           |       |
| Geheuerbühl                                        | BW   | 81360450004 | Neresheim    | ⊙        | 2,5           |       |
| Heide am Aspenbuck                                 |      | 81360450027 | Neresheim    | ⊙        | 3,8           |       |
| Heidestreifen Bisserhart                           | BW   | 81360450008 | Neresheim    | ⊙        | 0,6           |       |
| Heinzentäle                                        |      | 81360450024 | Neresheim    | ⊙        | 2,2           |       |
| Hohler Stein bei Hohlenstein                       |      | 81360450011 | Neresheim    | ⊙        | 1,1           |       |
| Hohler Stein im Krätzental                         |      | 81360450007 | Neresheim    | ⊙        | 0,6           |       |
| Hülbe beim Fluertshäuser Hof                       |      | 81360450042 | Neresheim    | ⊙        | 0,0           |       |
| Hülbe beim Neresheimer Schafhaus                   | BW   | 81360450032 | Neresheim    | ⊙        | 0,0           |       |
| Hülbe des abgegangenen Weihnachtshofs              | BW   | 81360450030 | Neresheim    | ⊙        | 0,1           |       |
| Hülbe im Nassen Hau                                | BW   | 81360450034 | Neresheim    | ⊙        | 0,1           |       |
| Judengumpen                                        | BW   | 81360450013 | Neresheim    | ⊙        | 0,0           |       |
| Langer Stein samt Felsen darüber                   | BW   | 81360450001 | Neresheim    | ⊙        | 0,1           |       |
| Mörtinger Tränke                                   | BW   | 81360450048 | Neresheim    | ⊙        | 0,3           |       |
| Napoleonfelsen                                     | BW   | 81360450015 | Neresheim    | ⊙        | 0,1           |       |
| Stettener Lach                                     | BW   | 81360450040 | Neresheim    | ⊙        | 0,1           |       |
| Stettener Ortswette                                | BW   | 81360450041 | Neresheim    | ⊙        | 0,1           |       |
| Trasse der ehemaligen Härtsfeldbahn am Brünstholz  |      | 81360450035 | Neresheim    | ⊙        | 2,2           |       |
| Legende für Naturdenkmal                           |      |             |              |          |               |       |

## Einzelgebilde (END)
| Name                                      | Bild | Kennung     | Einzelheiten | Position | Fläche Hektar | Datum |
| ----------------------------------------- | ---- | ----------- | ------------ | -------- | ------------- | ----- |
| Baumbestand am Ortseingang Schweindorf    | BW   | 81360450028 | Neresheim    | ⊙        | 0,0           |       |
| Hagebüchener Laachbaum                    | BW   | 81360450025 | Neresheim    | ⊙        | 0,0           |       |
| Hoflinde beim Schloßhof                   | BW   | 81360450049 | Neresheim    | ⊙        | 0,0           |       |
| Lindengruppe im Gassental                 | BW   | 81360450033 | Neresheim    | ⊙        | 0,0           |       |
| 1 Buche bei Mörtingen                     | BW   | 81360450020 | Neresheim    | ⊙        | 0,0           |       |
| 1 Linde nördl. Schweindorf                | BW   | 81360450019 | Neresheim    | ⊙        | 0,0           |       |
| 1 Sommerlinde am Heuweg                   | BW   | 81360450023 | Neresheim    | ⊙        | 0,0           |       |
| 1 Stieleiche am Gansberg                  | BW   | 81360450045 | Neresheim    | ⊙        | 0,0           |       |
| 1 Winterlinde bei Stetten mit Bildstock   |      | 81360450022 | Neresheim    | ⊙        | 0,0           |       |
| 1 Winterlinde westl. Stetten              |      | 81360450021 | Neresheim    | ???      | 0,0           |       |
| 2 Winterlinden mit Feldkreuz              |      | 81360450005 | Neresheim    | ⊙        | 0,0           |       |
| 2 Winterlinden mit Kruzifix bei Elchingen | BW   | 81360450006 | Neresheim    | ⊙        | 0,0           |       |
| 3 Buchen am Waldrand Brünstholz           |      | 81360450026 | Neresheim    | ⊙        | 0,0           |       |
| 3 Linden am Bildstöckle                   | BW   | 81360450018 | Neresheim    | ⊙        | 0,0           |       |
| 3 Linden bei der Auernheimer Kapelle      | BW   | 81360450014 | Neresheim    | ⊙        | 0,0           |       |
| Legende für Naturdenkmal                  |      |             |              |          |               |       |